# Joanna Hańderek
Joanna Ewa Hańderek (ur. 22 czerwca 1974) – polska filozofka specjalizująca się w filozofii kultury, doktor habilitowana nauk humanistycznych, profesor nadzwyczajna Uniwersytetu Jagiellońskiego, publicystka, działaczka społeczna i polityczna, od 2024 radna Krakowa.

## Życiorys

### Działalność akademicka
W 2002 na Wydziale Filozoficznym Uniwersytetu Jagiellońskiego uzyskała stopień doktora nauk humanistycznych na podstawie pracy Cierpienie i czas. Próba analizy relacji cierpienie-czas w oparciu o poglądy Emmanuela Lévinasa, napisanej pod kierunkiem Beaty Szymańskiej. Na tym samym wydziale w 2012 uzyskała stopień doktora habilitowanego nauk humanistycznych na podstawie rozprawy Metamorfozy i muzea.
Jest profesor nadzwyczajną Uniwersytetu Jagiellońskiego. Była zastępcą dyrektora do spraw studenckich w Instytucie Filozofii UJ.
Opublikowała dwie monografie oraz szereg artykułów filozoficznych, m.in. w „Kwartalniku Filozoficznym”. Specjalizuje się w filozofii współczesnej, filozofii kultury, w szczególności w problematyce postkolonializmu, globalizacji, multikulturalizmu i wykluczenia. Jest członkinią redakcji kwartalnika „Racje”.
Od 2013 jest współorganizatorką cyklu konferencji Kultura wykluczenia? (osiem edycji do 2020). Jest opiekunką sekcji filozofii kultury oraz sekcji ekoetyki Koła Naukowego Studentów Filozofii Uniwersytetu Jagiellońskiego.

### Działalność społeczna i polityczna
Jest założycielką Stowarzyszenia Rewersy Kultury działającego na rzecz inkluzji osób wykluczonych. Jest członkinią Rady Stowarzyszenia Kongres Kobiet, Towarzystwa Humanistycznego i Kongresu Świeckości, który opowiada się za rozdziałem Kościoła od państwa.
Współorganizowała marsz przeciwko faszyzmowi w Krakowie. Uczestniczyła w Czarnym Proteście. W 2018 wsparła protest studentów przeciwko reformie nauki (tzw. Ustawa 2.0), przygotowanej przez resort Jarosława Gowina. Na początku 2022 była sygnatariuszką listu otwartego do Komisji Europejskiej z apelem o podjęcie wszelkich możliwych kroków w celu natychmiastowego wstrzymania przez rząd polski budowy muru na granicy polsko-białoruskiej, do czasu przeprowadzenia zgodnej z prawem Unii Europejskiej i wymogami ochrony przyrody oceny oddziaływania tego przedsięwzięcia na spójność sieci Natura 2000.
W wyborach parlamentarnych w 2019 ubiegała się o mandat posłanki na Sejm IX kadencji, startując jako bezpartyjna z jedenastego miejsca na liście Sojuszu Lewicy Demokratycznej (w ramach porozumienia partii lewicowych) w okręgu krakowskim i otrzymując 2734 głosy. 
Cztery lata później już jako członkini Nowej Lewicy (frakcji Wiosna) ponownie startowała do Sejmu w tym samym okręgu, tym razem z ósmego miejsca, zdobywając 2238 głosów. W 2024 roku z ramienia Koalicji Obywatelskiej (z w ramach lokalnego porozumienia KO z Nową Lewicą) uzyskała mandat radnej Krakowa w wyborach samorządowych. W Radzie Miasta Krakowa zasiadła w klubie Nowej Lewicy i pracuje w komisjach Planowania Przestrzennego, Kultury i Ochrony Zabytków, Polityki Społecznej i Senioralnej, Mienia i Mieszkalnictwa oraz Ochrony Środowiska, której jest przewodniczą. W tym samym roku bez powodzenia kandydowała z listy Lewicy w wyborach do Parlamentu Europejskiego.

### Działalność publicystyczna
Wraz z Radosławem Czarneckim współautorka cyklu programów Kościół a… o religii, ateizmie i ich kulturowym znaczeniu w racjonalista.tv.

## Życie prywatne
Jest ateistką.

## Publikacje

### Monografie
- Czas i spotkanie. Wokół koncepcji czasu Emmanuela Lévinasa. Kraków: Collegium Columbinum, 2006. Brak numerów stron w książce
- Metamorfozy i muzea. Kraków: Wydawnictwo Uniwersytetu Jagiellońskiego, 2010. Brak numerów stron w książce
- Filozofia wegańska. Kraków: Centrum Kultury „Dworek Białoprądnicki”, 2022. Brak numerów stron w książce

### Redakcje
- Wykluczenia. Kraków: Ośrodek Badawczy Facta Ficta, 2017. Brak numerów stron w książce Wraz z Natalią Kućmą.